# Анеєва
Ане́єва (рос. Анеева) — присілок у складі Березовського району Ханти-Мансійського автономного округу Тюменської області, Росія. Входить до складу Ігрімського міського поселення.
Населення — 127 осіб (2010, 150 у 2002).
Національний склад станом на 2002 рік: мансі — 86 %.